# Відзнака за героїзм (США)

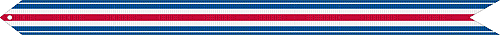
Почесна шовкова стрічка Відзнаки за героїзм військового формування армії США

Відзнака за героїзм військового формування (США) (англ. Valorous Unit Award) — друга за значущістю найвища військова нагорода для військових формувань в армії США.